# Francisco Cereceda
Francisco Cereceda Cisternas (La Serena, 15 de julio de 1884-¿?) fue un ingeniero y político chileno, miembro del Partido Liberal (PL). Se desempeñó como ministro de Estado de su país, durante los gobiernos de los presidentes Carlos Ibáñez del Campo y Jorge Alessandri.

## Familia y estudios
Nació en la comuna chilena de La Serena el 15 de julio de 1884, hijo de Tomás Cereceda y Narcisa Cisternas. Realizó sus estudios primarios y secundarios en el Liceo de La Serena, y los superiores en la Universidad de Chile, casa de estudios de la cual se tituló como ingeniero en el año 1906.
Se casó con María Ducaud, con quien tuvo cinco hijos.

## Carrera profesional
Partió su vida profesional cumpliendo labores en el Departamento de Ingeniería Hidráulica del Ministerio de Industria, Obras Públicas y Ferrocarriles y desde 1916 ejerció en el sector privado en obras de minería.
Durante el primer gobierno del presidente Carlos Ibáñez del Campo, en 1927, fue nombrado como subdirector de la Empresa de los Ferrocarriles del Estado (EFE), cargo que mantuvo bajo la vicepresidencia y presidencia de Juan Esteban Montero y de Arturo Alessandri, hasta 1936. Por otra parte, el 13 de julio de 1931, fue nombrado por Ibáñez del Campo como biministro de Estado en las carteras de Agricultura y Fomento, actuando como tal hasta el 22 de julio del mismo año, cuando presentó su renuncia. Inmediatamente, retornó al puesto el 27 de julio, en la vicepresidencia asumida por el radical Juan Esteban Montero, dejándolo el 21 de agosto, en la vicepresidencia de Manuel Trucco Franzani.
Con posteridad, en el marco del gobierno del presidente Jorge Alessandri, el 3 de noviembre de 1958, fue designado como ministro de Educación Pública en su primer gabinete, desempeñándose en esa función hasta el 15 de septiembre de 1960.
Paralelamente a su actividad política, se desempeñó como rector de la Universidad Técnica Federico Santa María entre los años 1936 y 1958. Además, fungió como director de la Compañía de Gas de Valparaíso.
Fue nombrado «ciudadano benemérito» de dicha comuna, y entre otras actividades, fue socio del Club de Viña del Mar y del Club de Septiembre de Santiago.